# Ceratopsyche venada
Ceratopsyche venada är en nattsländeart som först beskrevs av Ross 1941.  Ceratopsyche venada ingår i släktet Ceratopsyche och familjen ryssjenattsländor. Inga underarter finns listade i Catalogue of Life.